# Transports interurbains de la Sarthe
Les TIS (acronyme de « Transports Interurbains de la Sarthe ») était le réseau de transport départemental de la Sarthe, qui est le lointain successeur des tramways de la Sarthe.
Depuis le 1er septembre 2017, la région Pays de la Loire est l'autorité organisatrice des transports interurbains et scolaires.
Il est remplacé en 2019 par le réseau régional Aléop, géré par la région Pays de la Loire, qui remplace les réseaux départementaux existants.

## Histoire
Lors de la réorganisation de la gare, les TIS déménagent de la gare routière du Mans dite "de la STAO" située à l'origine rue du général Leclerc, pour créer le pôle multimodal de la gare.
En janvier 2006, le conseil général a adopté une tarification unique à 2 euros le trajet sur l’ensemble du réseau TIS. Ce changement tarifaire a entraîné une augmentation du nombre de voyages de 60 % en deux ans.
En septembre 2012, le réseau TIS a introduit des services express, dénommés "TIS express" sur la ligne 12 Mamers - Le Mans ainsi que sur la ligne 16 La Chartre-sur-le-Loir - Le Mans.
En juillet 2015, le prix du ticket unitaire a été revalorisé à 2,20 euros.

## Le réseau
Le réseau était composé de :
- 15 lignes interurbaines régulières
- Un service de transport à la demande en zone rurale (TISSÉA).
- Un service de transport à la demande pour personnes à mobilité réduite (Mobili'TIS)
- Un service de navettes desservant les principaux établissements scolaire du Mans en période scolaire (Nav'TIS)

Les TIS desservaient les communes du département de la Sarthe, ainsi que la commune limitrophe d'Alencon, dans le département de l'Orne.
L'exploitation était opérée par Transdev STAO (Société des transports par autocars de l'ouest, filiale de Transdev) dans le cadre d’une délégation de service public.

### Parc

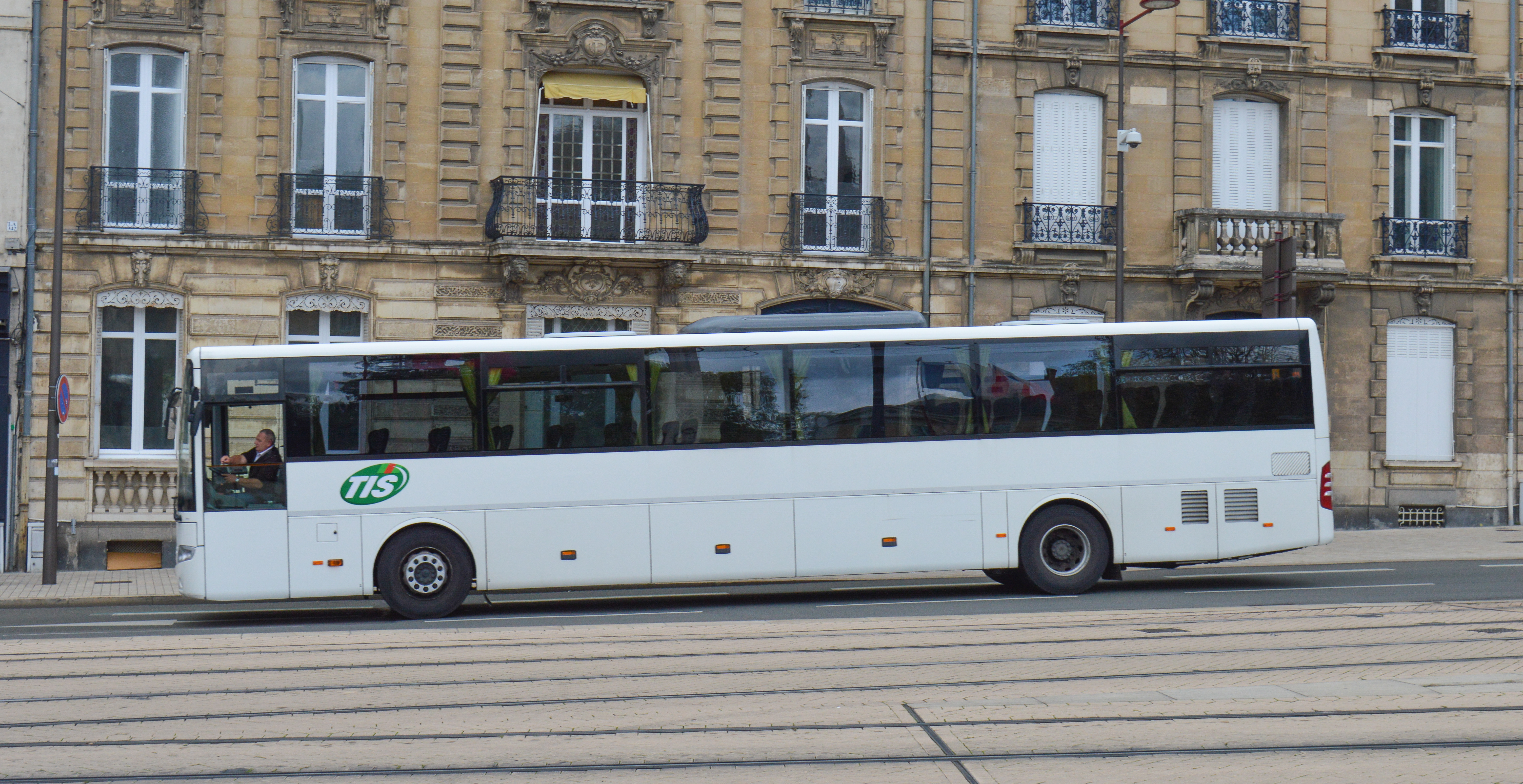
Vue latérale d'un Mercedes-Benz Intouro en livrée simplifiée.

Parc estimé : on estime le nombre de véhicules à 125 environ.
Le parc de véhicules est composé, entre autres, de :
- Setra S 316 UL
- Setra S 416 UL
- Mercedes-Benz Intouro
- Volvo 8700
- Scania Interlink LD GNC

Début 2018, la région a expérimenté l'utilisation d'un autocar au GNV de type Scania Interlink.

### Lignes
Les anciennes lignes TIS qui deviennent le 27 janvier 2019 des lignes Aléop sont référées dans l'article ci-dessous :